# جب شيخ عبيد
جب شيخ عبيد قرية سوريّة تتبع إداريّاً لمحافظة حلب منطقة منبج ناحية أبو قلقل، بلغ تعداد سكانها 244 نسمة حسب التعداد السكاني لعام 2004.